# Алтайський державний театр ляльок «Казка»
Алтайський державний театр ляльок «Казка» (рос. Алтайский государственный театр кукол «Сказка») — державний ляльковий театр у адміністративному центрі Алтайського краю Росії місті Барнаулі.

## Загальні дані
Алтайський державний театр ляльок «Казка» міститься у окремій функціональній будівлі за адресою:
вул. Пушкіна, буд. 41, м. Барнаул-656049 (Росія).
Нині директором театру є заслужений працівник культури РФ Галина Яковлевна Шнайдер, головним художником — Андрій Володимирович Кулаков.

## З історії театру
Вперше у Барнаулі ляльковий театр був організований 1938 року — це була гастрольна (пересувна) бригада артистів-лялькарів. У репертуарі були вистави: «Коричневая чума», «Большой Иван», «Сон Гитлера».
У період німецько-радянської війни театр трансформувався у фронтову концертну бригаду й виступав з антифашистською програмою. По війні 1949 року тееатр було закрито.
У листопаді 1963 року в Барнаулі було створено ляльковий театр як Алтайський крайовий театр ляльок. За оголошенням було набрано трупу, відтак першими акторами стали А. Пашко, Б. Кожекін, Л. Лежнєв, С. Петрушенко, А. Ципляєв, Н. Синіцина, В. Павлов, С. Кравченко. Із Новокузнецького театру приїхали професіональні виконавці А. Кулакова і Ю. Іванов. 
Режисер А. Качаєва та художник А. Гільштейн 6 січня 1964 року випустили прем'єрну виставу «Снегуркина школа» за п'єсою Г. Ландау — вона відбулася в приміщенні барнаульської філармонії.
У 1970 році за рекомендацією міністра культури Є. Фурцевої театр отримав у подарунок від УВС Алтайського крайвиконкому будівлю за адресою вул. Пушкіна, 41, у якій працює дотепер. 
У 1972 році театр узяв участь в огляді лялькових театрів у Москві, де вистава «Мальчиш-Кибальчиш» здобула премію Міністерства культури РСФСР, а лялька Мальчиша після цього експонувалася на виставці в Японії.
У творчій біографії театру — імена талановитих, самобутніх режисерів, таких як Матвій Бабушкін, Анатолій Свириденко, Альбіна Кулакова, Євген Гімельфарб, Микола Кострюков, Роман Віндерман, Людвіг Устінов тощо. Зокрема, відомий український фахівець Є.Ю. Гімельфарб очолював крайовий театр ляльок у період від 1977 до 1987 року.

## Репертуар, творчий склад і досягнення
У чинному репертуарі Алтайського державного театру ляльок «Казка» вистави для дошкільнят, учнів молодших класів школи та підлітків; є у афіші й декілька спектаклів для дорослих. 
За роки існування театра на його сцені поставлено понад 150 вистав; у чинному ж репертуарі зазвичай близько 20 назв. Щороку спектаклі «Казки» дивляться близько 60 тисяч глядачів.
У робочому матеріалі театр зорієнтований на російський казковий фольклор та зарубіжну дитячу класику: «Волк и семеро козлят», «Удивительный концерт», «Царевна-лягушка», «Красная шапочка», «Русалочка», «Малыш и Карлсон», «Звёздный мальчик» тощо.
У теперішній час у трупі алтайських лялькарів працюють Л. І. Павлова, І. В. Нефьодова, О. П. Кравченко, Є. В. Шувалова, Ю. Ю. Антипенков, Д. Скоморохова, А. Горяїнов, А. Кознова, А. Тельтевська, Є. Кукушкін, Є. Казанцев, В. Сафронов, Л. Копкіна.
Досягнення Алтайського театру ляльок упродовж останніх років підтверджені різоманітними нагородами, зокрема серед нещодавних — від губернатора Кемеровської області Амана Тулеєва за внесок у розвиток театрального мистецтва (2007). Театр також є дипломантом 5 міжнародних і 10 регіональних фестивалів, організатором фестивалю «Театр кукол на пороге XXI века» (2000 рік), що став традиційним для лялькарів 16 сибірських міст.
Гастрольна діяльність театру визначається широтою — усі міста і 60 районів Алтайського краю, міста Росії, в т.ч. Москва, Санкт-Петербург, увесь Сибір, Казахстан, Україна, Киргизстан, Узбекистан, Таджикистан.

## Виноски
1. ↑  Дирекція театра на Офіційна вебсторінка театру [Архівовано 2010-01-06 у Wayback Machine.]
2. ↑  З історії театру [Архівовано 8 грудня 2009 у Wayback Machine.] на Офіційна вебсторінка театру [Архівовано 6 січня 2010 у Wayback Machine.] (рос.)
3. ↑  Аман Тулеєв нагородив директора Алтайського державного театру ляльок «Казка» [Архівовано 29 вересня 2007 у Wayback Machine.] // інф. за 17 квітня 2007 року на www.barnaul-city.ru (Інформаційний портал Барнаула і Алтайського краю) [Архівовано 7 серпня 2009 у Wayback Machine.] (рос.)